# 럭 라이프
럭 라이프(영어: Luck Life, 일본어: ラックライフ 랏쿠라이푸[*])는 일본의 록 밴드이다.

## 구성원
- PON (우에노 마스미; 1988년 9월 7일): 보컬, 작곡가, 기타[1]
- iKoma (이코마 타카히데; 1989년 1월 20일): 기타[1]
- 타쿠 (쿠보 타쿠야; 1988년 6월 21일): 베이스, 보컬[1]
- LOVE오오이시 (오오이시 유타카; 1988년 10월 24일): 드럼[1]